# Detail (Band)
Detail war eine britisch-norwegische Formation des Free Jazz, die zwischen 1982 und 1994 existierte.

## Leben und Wirken
Das Trio Detail wurde Ende 1981 von Frode Gjerstad (Tenorsaxophon, Klarinette) und John Stevens (Schlagzeug) mit dem Pianisten Eivin One Pedersen gegründet. 1982 wurde das Trio um den Kontrabassisten Johnny Dyani erweitert; nach einer ersten Tournee verließ Pedersen die Gruppe, die als Trio weiterbestand und so auch in deren ersten Veröffentlichungen dokumentiert wurde. Nach Dyanis Tod 1986 übernahm Kent Carter den Bass-Part. Die Gruppe spielte in den 1980er-Jahren vor allem in Skandinavien.  Nach ihren letzten Konzerten 1994 endete mit Tod von John Stevens im September 1994 das Bestehen der Gruppe. 2015 erschien First Detail, ein Mitschnitt des ersten Konzerts der Formation im Henie Onstad Art Centre in Oslo.

## Diskographische Hinweise
- First Detail (Rune Grammofon, rec. 1982, ed. 2015), mit Eivin One Pedersen, John Stevens, Frode Gjerstad
- Day Two (NoBusiness Records, rec. 1982, ed. 2019), mit Johnny Dyani, John Stevens, Frode Gjerstad
- Backwards and Forwards/Forwards and Backwards (Impetus, rec. 1982, ed. 1983), mit Johnny Dyani, John Stevens, Frode Gjerstad
- Okhela «To Make a Fire» (Affinity, rec. 1982, ed. 1984) dto.
- Ness (Impetus, 1986)
- Way It Goes/Dance of the Soul (Impetus, rec. 1986, ed. 1988) dto., mit Bobby Bradford
- In Time Was (Circulasione Totale, red. 1986, ed. 1990) dt., mit Bobby Bradford
- Less More (Circulasione Totale, rec. 1989/90, ed. 1991), mit Gjerstad, Stevens, Carter, Billy Bang
- Blue Cat (NoBusiness Records, rec. 1991, ed. 2019), mit Gjerstad, Stevens, Carter, Bobby Bradford
- Last Detail - Live at Cafe Sting (Cadence Jazz Records, rec. 1994/95, ed. 1996), mit Frode Gjerstad, Kent Carter, John Stevens